# Жанаауыл (Бородулихинский район)
Жанаауыл (каз. Жаңаауыл) — село в Бородулихинском районе Абайской области Казахстана. Входит в состав Зубаировского сельского округа. Код КАТО — 633849300.

## Население
В 1999 году население села составляло 100 человек (52 мужчины и 48 женщин). По данным переписи 2009 года, в селе проживало 70 человек (33 мужчины и 37 женщин).